# Thomas Lodberg Hansen
Thomas Lodberg Hansen er født den 16 december 1982 i Frederikshavn.
Han er en tidligere dansk landsholdsspiller i floorball. Han spillede 28 landskampe, og var med til VM i 2000 i Norge og VM i Finland i 2002. Han har som aktiv tidligere repræsenteret Frederikshavn Bulldogs, Frederikshavn Outlaws, Brønderslev Hot Shots og Kvissel Millionaires i landets bedste række.
Han var den yngste spiller der blev udtaget til A landsholdet, da han første gang blev udtaget som 15 årig.
Efter sin aktive karriere, har han været sportschef hos Brønderslev Hot Shots ligesom han var manden bag Kvissel Millionaires, hvor han samtidig fungerede som cheftræner.
I april 2024 blev han udnævnt til sportschef for Frederikshavn Blackhawks, der er danske mestre både for kvinder og mænd. Her har han skrevet en 2 årig kontrakt.